# Grea
Grea o Graia (en griego, Γραία) es el nombre de una antigua ciudad griega de Beocia, que fue mencionada por Homero en el Catálogo de las naves de la Ilíada.
El significado de Grea es «anciana», y hay una teoría que defiende que de esta ciudad deriva el nombre de «griegos» (graeci) que los romanos aplicaron a los helenos, y que tuvo su origen en un sector de emigrantes procedentes de esa ciudad que llegaron al sur de Italia.
Su localización es dudosa, pero desde la Antigüedad se ha propuesto la identificación de esta ciudad con Tanagra. Cerca de la moderna ciudad de Vratsi, a 4 kilómetros de los restos de Tanagra, se ha encontrado una necrópolis micénica que se ha relacionado con Grea.
Otra localización propuesta de Grea ha sido situarla en la zona cercana a Oropo.